# Marek Widuch
Marek Damian Widuch (ur. 27 maja 1975 w Gliwicach) – polski polityk, poseł na Sejm IV kadencji.

## Życiorys
Ukończył w 2000 studia z zakresu zarządzania i marketingu w Szkole Głównej Handlowej w Warszawie. W latach 1998–2001 pełnił funkcję radnego Gliwic (zasiadał w Komisji Budżetu i Finansów oraz Komisji Gospodarki Komunalnej)
Sprawował następnie mandat posła na Sejm IV kadencji z okręgu gliwickiego, wybranego z listy Sojuszu Lewicy Demokratycznej. Pracował w Komisji Europejskiej oraz Komisji Regulaminowej i Spraw Poselskich. Był obserwatorem w Parlamencie Europejskim, a od maja do lipca 2004 pełnił funkcję eurodeputowanego V kadencji.
W 2005, 2007 i 2011 bez powodzenia kandydował do Sejmu. W 2007 został przewodniczącym SLD w mieście i powiecie gliwickim. W 2010 i 2014 był kandydatem tej partii na urząd prezydenta Gliwic. W 2010 uzyskał ponownie mandat radnego miasta, który wykonywał do 2014. W 2019 ogłosił swój start w przedterminowych wyborach na prezydenta Gliwic w 2020, jednak nie zebrał wymaganej liczby podpisów.